# Incilius signifer
Incilius signifer es una especie de anfibio anuro de la familia Bufonidae.

## Distribución geográfica
Esta especie es endémica de la costa pacífica de Panamá. Habita en las provincias de Chiriquí y Coclé.

## Descripción
Los machos miden hasta 64 mm y las hembras hasta 77 mm.

## Publicación original
- Mendelson, Williams, Sheil & Mulcahy, 2005 : Systematics of the Bufo coccifer complex (Anura: Bufonidae) of Mesoamerica. Scientific Papers, University of Kansas Natural History Museum, vol. 38, p. 1–27[5]